# Severinus iunior
Severinus iunior (wohl Flavius Severinus [iunior]) war ein spätantiker römischer Politiker in der zweiten Hälfte des 5. Jahrhunderts n. Chr. 
Severinus, über den nur wenig bekannt ist, bekleidete im Jahr 482 das Konsulat für den Westteil des Reiches. Wenngleich in dieser Zeit in Italien Odoaker herrschte, der 476 den letzten Westkaiser abgesetzt hatte, so wurde doch am Konsulat festgehalten, das immer noch mit hohen Ehren verbunden war. Dass Severinus dieses Amt bekleiden konnte, deutet auf seine vornehme Abstammung hin. In der modernen Forschung wird angenommen, dass der Konsul des Jahres 461, Flavius Severinus, sein Vater war.
Im römischen Kolosseum ist für diese Zeit auf den Namen eines ehemaligen Konsuls namens Severinus ein Dauersitzplatz reserviert gewesen. Ob sich dies auf Flavius Severinus oder auf Severinus iunior bezieht, ist nicht klar.